# Kandraks! (Zlatna serija)
Kandraks! je epizoda strip serijala Zagor objavljena u Srbiji u #26. obnovljene edicije Zlatne serije koju je pokrenuo Veseli četvrtak. Sveska je izašla 24. decembra 2020. god. i koštala 350 dinara (3,45 $; 2,96 €). Еpizoda je imala ukupno 192 strane.

## Originalna epizoda
Ova epizoda objavljena je premijerno u Italiji u izdanju u dva nastavka Bonelija u okviru regularne mesečne edicije #660 i #661 pod nazivom Kandrax!  i Passato e futuro  Sveske su originalno izašle 2. jula 2020. i 4. avgusta 2020.

## Kratak sadržaj
Kandraks uspeva da putuje kroz vreme, vraćajuči se u prošlost kada je Zagor bio dečak, a indijanci napali kuću njegovih roditelja. Mešajući se u tok događaja, Kandraks uspeva da od Zagora napravi običnog čoveka koji nikada nije postao gospodar Darkvuda. Kandraks tako uspeva da pokori ceo Darkvud. Zagor, međutim, uz pomoć Morigani uspeva da krene izpočetka.

## Detaljniji sadržaj
Prolog: Zagor kao dečak u blizini svoje kuće sreće Kandraksa, koji mu se predstavlja kao keltski druid. Kada mu ispriča svoju prošlost, Kandraks mu kaže da želi da se osveti osobi po imenu Zagor Te-Nej , kojeg krivi za propast keltskog naroda.
Današnje vreme. Zagor sanja kako spašava Čika iz požara u malo gradiću Nju Hadson, ali se budi u noćnoj mori nakon čega ga napada armija kostura. Nakon što se ponovo onesvesti, budi se u ludnici u kojoj je glavni lekar sam Kandraks. On ga u mislima ponovo vraća u detinjstvo u trenutak kada Indijanci napadaju kuću njegovih roditelja (vidi epizodu Zagor priča). Ovoga puta Zagora, umesto skitnice Ficija, iz reke spašava Kandraks. Dok leži zavezan na operacionom stolu, Kandraks saopštava Zagoru da želi da, menjajući njegovu prošlost, od Zagora stvori običnog čoveka čiji se putevi neće ukrstiti.
Kandraks dolazi sa Džarlatom (ratnikom sa metalnom maskom) u jedno selo i primorava meštane da postanu njegove sluge i pomognu mu da napravi ratne mašine s kojima će napasti Darkvud. Za to vreme, Zagor se u podsvesti sreće sa Morigan (vidi Odabrane priče #32), koja kao astralna projekcija pokušava da mu pomogne da povrati svoj pravi identitet. Morigan premešta Zagora u telo beskućnika-pijanice, kako bi mogao da se nesmetano kreće među ljudima. Morigan odlazi i ostavlja Zagora u telu drugog čoveka u Darkvudu u kome Zagor nikada nije postojao.
Na pijaci Zagor za dva dolara kupuje svoju košulju, a potom i revolver. Ponovo postaje pravednik i kreće iz početka. Za to vreme, Kandraks je već napravio ratne mašine – letećeg metalnog zmaja.	Zagor uspeva da onesposobi jednog, što Kandraksa dodatno razljućuje. Zagor pronalazi selo u kome Kandraks gradi svoje mašine. Kada Džarlat krene da ubije Zagora, Zagor uspeva da mu skine metalnu masku i ugleda samog sebe. Zagor uspev da uništi Kandraksa, izvuče iz paralelnog univertzuma i vrati u sopstveni.

## Tri naslovne strane
Ova epizoda imala je čak tri različite naslovne strane. Korica A je orignalna Pičinelijeva naslovnica iz 2020. Korice B nacrtao je Siniša Radović, a korice C Miodrag Ivanović Mikica.

## Koncept paralelnog univerzuma
Ovde se takođe pojavljuje koncept paralelnog univerzuma u kome je sve isto kao i u Zagorovom svetu, ali ovoga puta nema Zagora. Koncept je odigrao ključnu ulogu u "Meteorskom ciklusu" Dilan Doga, koji je kulminirao epizodom A danas, Apokalipsa i nakon koje je počeo novi ciklus.

## Prethodna i naredna sveska
Prethodna sveska Zlatne serije nosila je naziv Senka koja je izazvala Šerloka Holmsa (#25). Prethodna epizoda Zagora u Zlatnoj seriji objavljena je u #23 pod nazivom Ostrvo demona.

## Repriza u Srbiji
Ova epizoda ponovo je objavljena u okviru regularne edicije Veselog četvrtka u dve sveske pod nazivom Kandraks! i Prošlost i budućnost (#192-193), koji su izašli u oktobru i novembru 2022. godine.